# Rhopalodes muscosaria
Rhopalodes muscosaria är en fjärilsart som beskrevs av Berg 1885. Rhopalodes muscosaria ingår i släktet Rhopalodes och familjen mätare. Inga underarter finns listade.